# 밀턴 쿠온
밀턴 쿠온(Milton Quon, 1913년 8월 22일 ~ 2019년 6월 18일)은 영화배우이다.
로스앤젤레스에서 태어났으며 토런스에서 사망하였다.

## 영화
- 더 캣 킬러스 (2000년)
- 스위트 제인 (1998년)
- 스피드 (1994년)